# Campionatul Mondial de Scrimă din 1965
Campionatul Mondial de Scrimă din 1965 s-a desfășurat în perioada 1–12 iulie la Paris în Franța.

## Rezultate

### Masculin
| Probă                 | Aur                                                                                        | Argint                                                                                          | Bronz                                                                                                   |
| Spadă la individual   | Zoltán Nemere (HUN)                                                                        | William Hoskyns (GBR)                                                                           | Guram Kostava (URS)                                                                                     |
| Spadă pe echipe       | Franța Yves Boissier Jacques Brodin Claude Bourquard Yves Dreyfus Jacques Guittet          | Marea Britanie Nicholas Halsted William Hoskyns Peter Jacobs Allan Jay John Pelling             | Uniunea Sovietică Vladimir Donjin Bruno Habārovs Guram Kostava Grigori Kriss Aleksei Nikancikov         |
| Floretă la individual | Jean-Claude Magnan (FRA)                                                                   | Daniel Revenu (FRA)                                                                             | Gherman Sveșnikov (URS)                                                                                 |
| Floretă pe echipe     | Uniunea Sovietică Mark Midler Gherman Sveșnikov Iuri Rudov Viktor Putiatin Iuri Sisikin    | Polonia Witold Woyda Egon Franke Janusz Różycki Adam Lisewski Zbigniew Skrudlik                 | Ungaria · Jean-Claude Magnan · Jacques Courtillat · Daniel Revenu · Pierre Rodocanachi · Christian Noël |
| Sabie la individual   | Jerzy Pawłowski (POL)                                                                      | Miklós Meszéna (HUN)                                                                            | Zoltán Horváth (HUN)                                                                                    |
| Sabie pe echipe       | Uniunea Sovietică Mark Rakita Iakov Rîlski Umiar Mavlihanov Nugzar Asatiani Boris Melnikov | Italia Giampaolo Calanchini Wladimiro Calarese Pierluigi Chicca Paolo Narduzzi Cesare Salvadori | Franța Claude Arabo Robert Fraisse Jacques Lefèvre Marcel Parent Jean Ramez                             |

## Clasament pe medalii
| Loc | Țară              | Aur | Argint | Bronz | Total |
| --- | ----------------- | --- | ------ | ----- | ----- |
| 1   | Uniunea Sovietică | 4   | 0      | 4     | 8     |
| 2   | Franța            | 2   | 1      | 2     | 5     |
| 3   | Ungaria           | 1   | 1      | 1     | 3     |
| 4   | Polonia           | 1   | 1      | 0     | 2     |
| 5   | Marea Britanie    | 0   | 2      | 0     | 2     |
| 5   | România           | 0   | 2      | 0     | 2     |
| 7   | Italia            | 0   | 1      | 1     | 2     |